# Théodore Parès
Pour les articles homonymes, voir Parès.
Théodore Parès est un homme politique français né le 19 avril 1796 à Rivesaltes (Pyrénées-Orientales) et décédé le 11 novembre 1880 à Bordeaux.
Avocat, il est partisan de la Restauration puis se rallie à la Monarchie de Juillet. Avocat général à Montpellier en 1830, il est procureur général à Colmar en 1838. Il est député des Pyrénées-Orientales de 1837 à 1848, siégeant dans la majorité soutenant les ministères de la Monarchie de Juillet.

## voir aussi